# Садковицьке газове родовище
Садковицьке газове родовище — належить до Більче-Волицького нафтогазоносного району Передкарпатської нафтогазоносної області Західного нафтогазоносного регіону України.

## Опис
Розташоване у Львівській області на відстані 15 км від м. Самбір. Пов'язане з Крукеницькою підзоною Більче-Волицької зони.
Структура виявлена в 1965 р. і являє собою брахіантикліналь розмірами по ізогіпсі — 1025 м 8,0х3,5 м, висота 100 м. Поперечними тектонічними порушеннями амплітудою 5-25 м вона розбита на два блоки. 
Перший промисловий приплив газу отримано з інт. 770-818, 845-880 м у 1965 р. 
Експлуатується з 1974 р. 
Поклади пластові, склепінчасті, тектонічно екрановані, один з Покладів — пластовий, склепінчастий, літологічно обмежений. Режим Покладів газовий. Запаси початкові видобувні категорій А+В+С1: газу — 2307 млн. м³.